# Linnéa Andrén
Anna Linnéa Ingeborg Andrén, född 8 februari 1877 i Järsnäs, Jönköpings län,  död 5 november 1962 i S:t Nicolai församling, Halmstad, var en svensk sångtextförfattare.  Hon var syster till tonsättaren och kyrkomusikern Ivar Widéen och dotter till organisten och folkskolläraren Karl Gustaf Widéen och Anna Lovisa Rydell.
Hennes text till Smålandssången "Röd lyser stugan" framfördes av Smålands sångarförbund vid de olympiska spelen på Stockholms stadion 1912. Texten är inspirerad av hennes morföräldrahem i Bellö socken, Jönköpings län.